# Voices in the Dark
Voices in the Dark è un cortometraggio muto del 1915. Il nome del regista non viene riportato. La sceneggiatura è firmata da Doty Hobart e gli interpreti principali sono Henry Hallam e Anna Q. Nilsson.

## Produzione
Il film fu prodotto dalla Kalem Company.

## Distribuzione
Distribuito dalla General Film Company, il film uscì nelle sale cinematografiche USA il 13 ottobre 1915.